# David Gaul
David Thomas Gaul (Lafayette, 7 luglio 1886 – Filadelfia, 6 agosto 1962) è stato un nuotatore statunitense.
Partecipò alle gare di nuoto della III Olimpiade di St. Louis del 1904, nei 50 iarde stile libero, arrivando quarto in finale, e nelle 100 iarde stile libero, arrivando anche in questa disciplina, quarto in finale.